# Nikolaus Graf von Üxküll-Gyllenband
Nikolaus Graf von Üxküll-Gyllenband (Kőszeg, Hungría; 14 de febrero de 1877 - Plötzensee, Alemania; 14 de septiembre de 1944) fue un aristócrata austro-húngaro, coronel de la Wehrmacht, hombre de negocios y uno de los complotadores del atentado del 20 de julio de 1944 contra Hitler. 

## Biografía
El Conde Nikolaus von Üxküll nació en Kőszeg cuando era parte del Imperio austrohúngaro en 1877, sus padres eran alemanes de la nobleza báltica: el conde Alfred Richard von Uxküll-Gyllenband y Valerie Gräfin von Hohenthal (emparentada con el conde y prócer prusiano August Neidhardt von Gneisenau).
Ambos padres fallecieron con un año de diferencia tempranamente entre 1877 y 1878, por lo que quedó huérfano casi al año de nacer, siendo el único varón de tres hermanos. Sus hermanas mayores se llamaban Alexandrina y Caroline, nacida Condesa von Üxküll-Gyllenband.
Fueron apadrinados por su tía, la condesa Olga Uxkiill-Gyllenband quien era una noble de Württemberg quien los crio como si fueran sus propios hijos y nunca se casó por esta causa. Asistió a la alta escuela de nobles en Stuttgart.

### Primera Guerra Mundial
Siguiendo las tradiciones nobiliarias, se incorporó en 1895 como alférez al ejército del Imperio austrohúngaro.
Cuando su hermana Caroline se emparentó en 1906 con Alfred Graf Schenk von Stauffenberg pasó a ser parte de la nobleza prusiana y por tanto tío en primer grado de los hijos de ella: Claus, Alexander y Berthold Schenk Graf von Stauffenberg.
En 1908 se casó con la baronesa Ida von Pfaffenhofen-Chledowsky. El matrimonio concibió tres hijos: Alexander Graf Uxküll-Gyllenband (1909-1999), Elisabeth Gräfin von Üxküll-Gyllenband (1911-1980) y Olga Reichsgräfin von Üxküll-Gyllenband (1911-1980).
Fue ascendido a capitán y fungió como oficial del Estado Mayor de la Caballería durante la Primera Guerra Mundial. Luego sirvió como agregado militar en la embajada alemana en Turquía hasta el fin del conflicto en 1918, dejando el ejército con el grado de teniente coronel.
Después de la Gran Guerra, trabajó como un exitoso hombre de negocios en el rubro maderero representando los intereses de la empresa Tiele Wincklerschen Asset durante la República de Weimar.

### Segunda Guerra Mundial
En 1933, entró en el NSDAP abrazando en un primer momento las ideas del nazismo emergente. Ejerció funciones administrativas como comisario del Reich en la Universidad de Berlín hasta 1941, luego se incorporó al ejército nuevamente con el grado de coronel.

Nikolaus von Üxküll sirvió en el Frente Oriental hasta 1943 en el sector sur de Leningrado organizando la defensa de Chudovo y en Priluki (Ucrania) donde constató la matanza de civiles y la realidad de los campos de concentración.
En 1943, Nikolaus von Üxküll actuó como oficial de enlace del Ejército en el Comando de Praga, Protectorado de Bohemia y Moravia.

### Atentado del 20 de julio de 1944
Desde 1939, Nikolaus von Üxküll se había desencantado del ideario nazi y formaba parte de un cerrado grupo de conspiradores contra Hitler, que buscaban en secreto el derrocar del poder al líder nazi. Lo acompañaban su sobrino Berthold Schenk Graf von Stauffenberg y Fritz-Dietlof von der Schulenburg. Terminado el servicio en Ucrania a fines de 1943, von Üxküll activó los planes de derrocar al régimen lo antes posible, y en 1944 se les unió Claus von Stauffenberg involucrándose una vasta red de conspiradores que abarcaba desde los altos estratos sociales y militares hasta civiles comunes.
Después del fracaso del Putsch contra Hitler, Nikolaus von Üxküll fue detenido el 23 de julio de 1944 por la Gestapo junto con Nina, su madre, la baronesa Anna von Freiin Stackelberg y Berthold Schenk Graf von Stauffenberg en el castillo de los Stauffenberg en Lautlingen, y llevados a una prisión en Rottweil. Durante los interrogatorios, el conde Nikolaus von Üxküll dio como razón de su participación las atrocidades que ocurrían en los campos de concentración.
Fue sometido a juicio ante el Tribunal Popular (Volksgerichtshof) supervisado por el juez nazi, Roland Freisler, y fue encontrado culpable del cargo de alta traición y condenado a la horca, ejecutándose el mismo día de la sentencia, el 14 de septiembre de 1944 en la Prisión de Plötzensee.  
Junto a él fueron ejecutados además otros nobles e intelectuales, Heinrich Graf zu Dohna-Schlobitten, Hermann Josef Wehrle y Michael Graf von Matuschka. Fritz-Dietlof von der Schulenburg había sido ejecutado atrozmente el 10 de agosto de 1944 en la misma prisión.